# Jean II (pape)
Pour les articles homonymes, voir Jean II.
Jean II (Mercurius), né à Rome vers 470, est le 56e pape selon l'Église catholique romaine. Il exerce du 2 janvier 533 au 8 mai 535. Portant un nom païen, il inaugure l'usage pour les papes de prendre un nouveau nom à leur avènement.

## Biographie
Jean II était romain et fils d'un certain Projectus ; s'il n'était pas né dans la deuxième région (Cœlimontium), il fut au moins prêtre de la basilique Saint-Clément sur les flancs du mont Cœlius. Il semble qu'il fut le premier à changer son nom après son élévation à la papauté (2 janvier 533). La basilique Saint-Clément conserve plusieurs témoignages de « Jean, de son nom Mercurius ». Sur un fragment de ciborium ancien, l'inscription « Presbyter Mercurius » est lisible et plusieurs des plaques de marbre qui entourent la schola cantorum portent sur elles son monogramme dans le style du VIe siècle.

## Contexte historique lors de l'élection
À cette époque, la simonie, c'est-à-dire l'achat de charges ecclésiastiques, est très fréquente durant l'élection pontificale et celle des évêques, tant parmi les membres du clergé que parmi les laïcs. La mort du prédécesseur de Jean II est suivie d'une vacance de plus de deux mois : il s'ensuit un commerce éhonté des objets sacrés (autels, vases sacrés).
La pratique de la simonie est portée devant le Sénat romain et devant la cour du roi ostrogoth à Ravenne. Il en résulte le dernier décret (Senatus Consultum) connu du Sénat romain dirigé contre la simonie durant l'élection papale ; il est confirmé par le roi ostrogoth Athalaric qui ordonne de le graver dans du marbre et de le placer dans l'atrium de l'antique basilique Saint-Pierre en l'an 533.

## Élection pontificale
Par un ajout au décret, Athalaric décide que, si la contestation d'une élection est portée devant les fonctionnaires ostrogoths de Ravenne, soit par le clergé romain soit par le peuple, il faut alors payer trois mille solidi au tribunal, somme reversée aux pauvres. Jean II reste toujours en bons termes avec Athalaric, rapportant à son tribunal toutes les actions intentées contre le clergé romain.

## Pontificat
Selon le Liber Pontificalis  ainsi que  l'empereur byzantin Justinien Ier, Athalaric montre son intérêt pour le Siège de Rome en la personne de Jean II. L'empereur byzantin lui envoie sa profession de foi (ainsi que celle de son neveu Justin II) et de nombreux cadeaux précieux. Peu de temps avant que Jean devienne pape, l'Orient est ébranlé par la formule reprise dans cette profession de foi : « Unus ex Trinitate crucifixus est » (ou « passus est »), c'est-à-dire « Un de la Trinité (divine) a été crucifié » (ou « a subi la Passion »). Elle est présentée comme un moyen de concilier les différentes sectes hérétiques. Condamnée par le pape Hormisdas, la formule avait été abandonnée ; elle reprend vigueur plus tard et, sous une forme modifiée, est défendue par Justinien Ier et combattue par les moines acémètes, une secte monachiste. Ceux-ci sont alors condamnés par le pape qui en informe l'empereur Athalaric (24 mars 534).

## L'affaire Contumeliosus
Contumeliosus, évêque de Riez, en Provence, France, est accusé d'adultère. Il est déposé et remplacé dans son ministère. Le clergé de Riez doit obéissance à l'évêque d'Arles. Deux cent dix-sept évêques réunis en concile à Carthage (535) soumettent à Jean II la question de savoir si les évêques qui avaient versé dans l'arianisme doivent, après repentance, retrouver leur rang ou n'être admis à la communion que comme simples laïcs. La réponse à leur question leur est donnée par Agapet Ier. En effet, Jean II meurt le 8 mai 535.
Il est enterré à l'antique basilique Saint-Pierre de Rome.